# 25549 Jonsauer
25549 Jonsauer è un asteroide della fascia principale. Scoperto nel 1999, presenta un'orbita caratterizzata da un semiasse maggiore pari a 2,4139282 UA e da un'eccentricità di 0,1261101, inclinata di 5,10320° rispetto all'eclittica.